# Ansgar (namn)

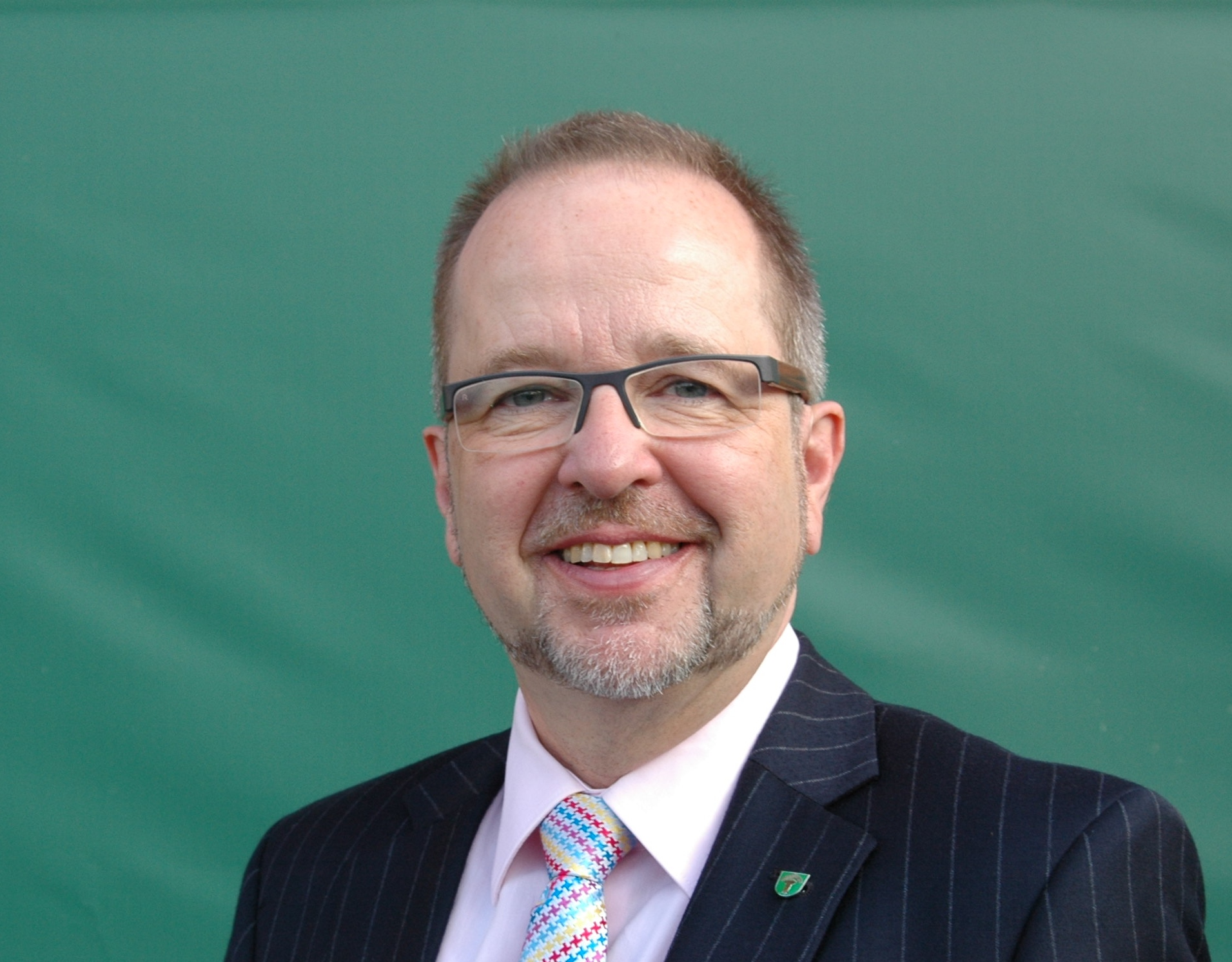
Ansgar Müller, 2014.

Mansnamnet Ansgar är ett forntyskt namn, sammansatt av ord som betyder Gud och spjut. Ansgar var den missionär som först försökte sprida den kristna läran i Sverige.
Ansgar är ett ovanligt namn.
Den 31 december 2019 fanns det totalt 295 personer i Sverige med namnet, varav 60 med det som tilltalsnamn. 
År 2003 fick 5 pojkar namnet, varav 2 fick det som tilltalsnamn.
Namnsdag: 4 februari.

## Personer med namnet Ansgar
- Ansgar, missionär, ärkebiskop och helgon
- Ansgar Almquist, svensk skulptör
- Ansgar Beckermann (född 1945), tysk filosof
- Ansgar Elde (1933 - 2000), svensk konstnär
- Ansgar Krook, svensk dirigent
- Ansgar Nelson, biskop och munk